# Sport und Technik
Sport und Technik ist ein Studiengang zu den Themengebieten Sportwissenschaft mit dem Ingenieurwesen. Er wird an mehreren deutschen Universitäten angeboten.

## Lehrinhalte
Mithilfe der Verbindung von Sport und Ingenieurwesen können Technologien in Sport und Sportwissenschaft angewandt werden. So können Sportgeräte oder Ausrüstungsmaterialien in Bezug auf sportliche Leistungen entwickelt und optimiert werden. Geräte im Bereich des Gesundheits- und Leistungssports werden im Hinblick auf spezielle Trainingsziele entwickelt. Zudem können Diagnoseinstrumente entwickelt und eingesetzt werden, welche der Bestimmung der sportmotorischen Leistungsfähigkeit dienen.

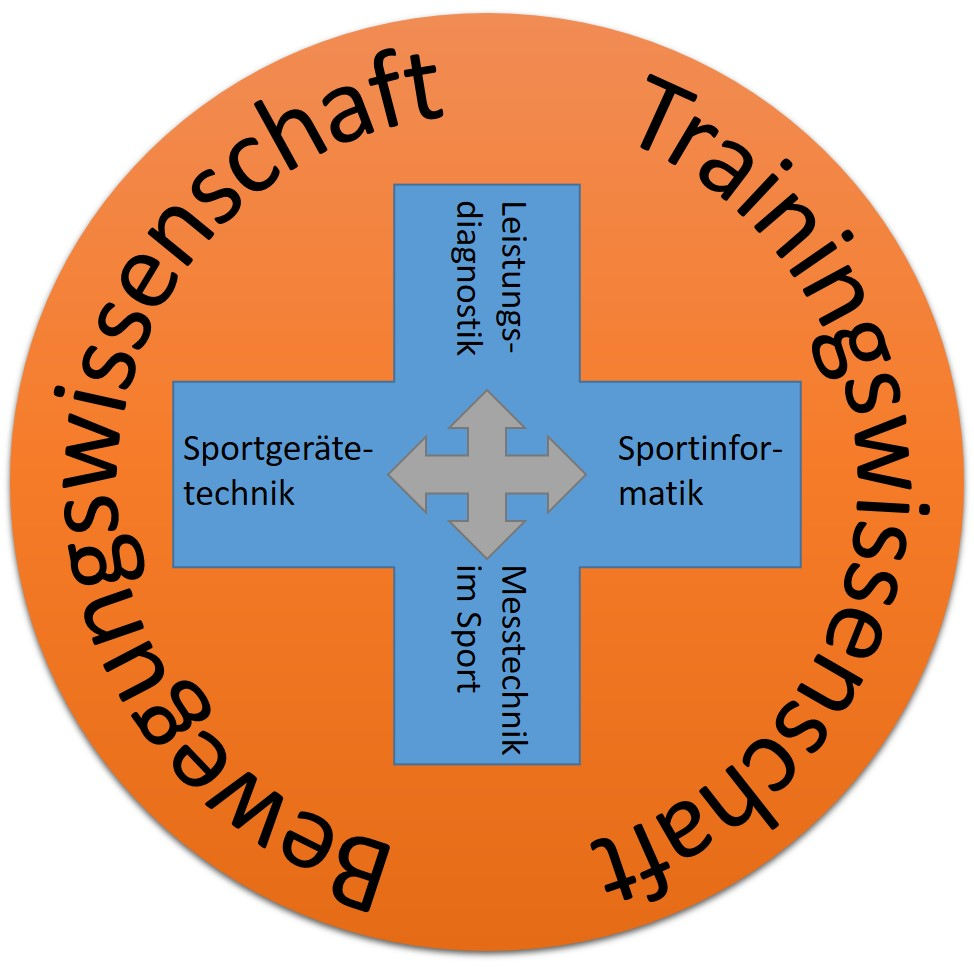
Sport und Technik als interdisziplinäre Wissenschaft

Die Disziplinen des Sportingenieurwesens sind sehr breit gefächert. Sie reichen von Maschinenbau, Physik, Mathematik, Sportwissenschaft oder Informatik bis hin zur Elektrotechnik. Aus diesen Bereichen heraus haben sich technische Teilgebiete des Sportingenieurwesens herauskristallisiert: Leistungsdiagnostik, Sportinformatik, Messtechnik im Sport und Sportgerätetechnik. Sie interagieren stark mit den sportwissenschaftlichen Bereichen der Bewegungswissenschaft (Biomechanik und Sportmotorik) und der Trainingswissenschaft. Dieses Zusammenspiel ist in der folgenden Abbildung veranschaulicht.
Im Vergleich zur reinen Sportwissenschaft, welche vermehrt die Vorgänge innerhalb des Athleten betrachtet, beschäftigt sich das Sportingenieurwesen mit den externen Faktoren wie der Interaktion zwischen Athleten und ihrer Ausrüstung oder der Umwelt.

## Mögliche Berufsfelder
Aufgrund der Interdisziplinarität verfügen Absolventen sowohl über sportwissenschaftliche, als auch über ingenieurwissenschaftliche Kompetenzen. Demnach ist das Einsatzgebiet nach abgeschlossenem Studium breit gefächert. Einige Beispiele hierfür sind nachfolgend aufgelistet.
- Sportgeräteentwicklung, -produktion oder -normung
- Ganglabore
- Olympia- und Bundesstützpunkte
- Verbände oder Vereine
- Sportkliniken
- Gesundheits- und Rehabilitationszentren
- Forschungseinrichtungen.[3]

## Studiengänge
Neben der Gründung sporttechnologischer Vereinigungen nahmen sich auch die deutschen Universitäten der fortschreitenden Technologisierung im Sport an und entwickelten dafür spezielle Studiengänge.

### Otto-von-Guericke-Universität Magdeburg
Seit dem Wintersemester 1997/1998 wird der Diplomstudiengang Sport und Technik an der Universität Magdeburg angeboten und war somit in Deutschland der erste Studiengang seiner Art. Grundgedanke war es, die Sportwissenschaften mit den Möglichkeiten der Ingenieurwissenschaften zu verknüpfen. Somit sollte die Grundlage geschaffen werden, die verwendeten Gerätschaften, bspw. Messtechnik, zu verstehen, anzuwenden und zu erweitern. Zudem sollten die Studierenden von Beginn an die Fertigkeiten zur selbstständigen Entwicklung und Optimierung von Sportgeräten erhalten.
Die Uni bietet Sport und Technik als interdisziplinären Studiengang an. Er wird in Kooperation der Fakultäten für Elektrotechnik und Informationstechnik, Maschinenbau sowie für Humanwissenschaften sowohl als Bachelor- als auch als Masterstudiengang angeboten. Zugeordnet wird der Studiengang dem Bereich Sportwissenschaft, welcher zum Institut 3: Sport, Sprache und Philosophie der Fakultät für Humanwissenschaften angehört. Die Zulassung erfolgt jeweils zum Wintersemester.

### Technische Universität Chemnitz
Die Technische Universität Chemnitz bietet die Möglichkeit, Sports Engineering in Bachelor und Master zu studieren. Der Studiengang gehört zur Professur Sportgerätetechnik der Fakultät für Maschinenbau. In der Regel erfolgt die Zulassung zum Wintersemester.

### Deutsche Sporthochschule Köln
An der Deutschen Sporthochschule Köln wird der Masterstudiengang Human Technology in Sports and Medicine angeboten. Dieser ist englischsprachig, hat eine Regelstudienzeit von 4 Semestern und wird mit 120 Credit Points zu Master of Science abgeschlossen.
Zu den Zulassungsvoraussetzungen gehören ein Bachelorabschluss aus einem entsprechenden verwandten Studienfach und ein Englischzertifikat.

### Technische Universität Darmstadt
An der TU Darmstadt ist es möglich, Sportwissenschaft und Informatik zu studieren. Dieser Studiengang wird sowohl im Bachelor, als auch im Master angeboten.

### Universität Bayreuth
Zum Wintersemester 2017/18 bietet die Universität Bayreuth den Masterstudiengang Sporttechnologie an. Das Studium dauert 4 Semester und schließt mit dem M.Sc. ab. Es handelt sich hierbei um einen hauptsächlich deutschsprachigen Vollzeitstudiengang.

### Internationale Studienmöglichkeiten
International wird der Studiengang an folgenden Universitäten angeboten:
- University College Falmouth: Performance Sportswear Design (Bachelor)
- University of Bath: Sports Engineering (Master)
- University of Sheffield: Sports Engineering (Master)
- University Loughborough: Sports Technology (Bachelor)
- Fachhochschule Technikum Wien: Sports-Equipment Technology (Bachelor, Master)